# Ramones: Leathers from New York
Ramones: Leathers from New York – EP Joeya Ramone'a (The Ramones and Joey Ramone), wydana przez wytwórnię Sonic Book na rynku włoskim w 1997.

## Lista utworów
1. "Carbona Not Glue" (Dee Dee Ramone) – 1:53
2. "Blitzkrieg Bop" (Live) (Tommy Ramone/Dee Dee Ramone) – 2:13
3. "Chop Suey" (Joey Ramone) – 3:56
4. "The Wonderful Widow of Eighteen Springs" (John Cage) – 2:21

- Utwór 1 – wersja z albumu Leave Home
- Utwór 2 – koncert w Nowym Jorku w 1976
- Utwór 3 – ścieżka dźwiękowa z filmu Allana Arkusha Get Crazy (1983)
- Utwór 4 – utwór z tribute albumu Caged/Uncaged (1993) poświęconego Johnowi Cage'owi.

## Skład
- Joey Ramone – wokal (1–4)
- Johnny Ramone gitara (1–3)
- Dee Dee Ramone – gitara basowa (1–3)
- Tommy Ramone – perkusja (1, 2)
- Marky Ramone – perkusja (3)
- Deborah Harry – dalszy wokal (3)
- Kate Pierson – dalszy wokal (3)
- Cindy Wilson – dalszy wokal (3)